# Jean-Marie Poirier (luthiste)
Pour les articles homonymes, voir Poirier (homonymie) et Jean-Marie Poirier.
Jean-Marie Poirier est un luthiste français né en 1950.

## Biographie
Il a étudié le luth et la guitare baroque avec Javier Hinojosa et lors de stages avec Hopkinson Smith. Ses activités de concertiste, en duo (A Due Liuti), en concert (Ensemble Walsingham, Le Trésor d'Orphée et autres formations de musique ancienne), l’ont amené à jouer un peu partout en France et dans le monde, et à réaliser plusieurs enregistrements.
Il travaille également, à la basse continue, avec des ensembles comme le London Pro Cantione Antiqua, l’Ensemble Jacques Moderne, l’Astrée, les Menus Plaisirs, L'Ensemble Vocal de l'Abbaye-aux-Dames de Saintes, La Simphonie du Marais, etc.
Il apparaît dans le film d’Alain Corneau, Tous les matins du monde, dans lequel il incarne le précepteur des demoiselles de Sainte-Colombe.
Ses recherches sur la musique des XVIe et XVIIe siècles ont donné lieu à plusieurs publications, notamment par les éditions Cornetto Verlag de Stuttgart.